# Claudia de foenore
Claudia de foenore ('Clàudia de l'interès dels préstecs') va ser una llei publicada per l'emperador Claudi prohibint als creditors deixar préstecs als fill de les persones importants perquè els tornessin amb interessos a la mort dels pares.